# Milwaukee Bucks

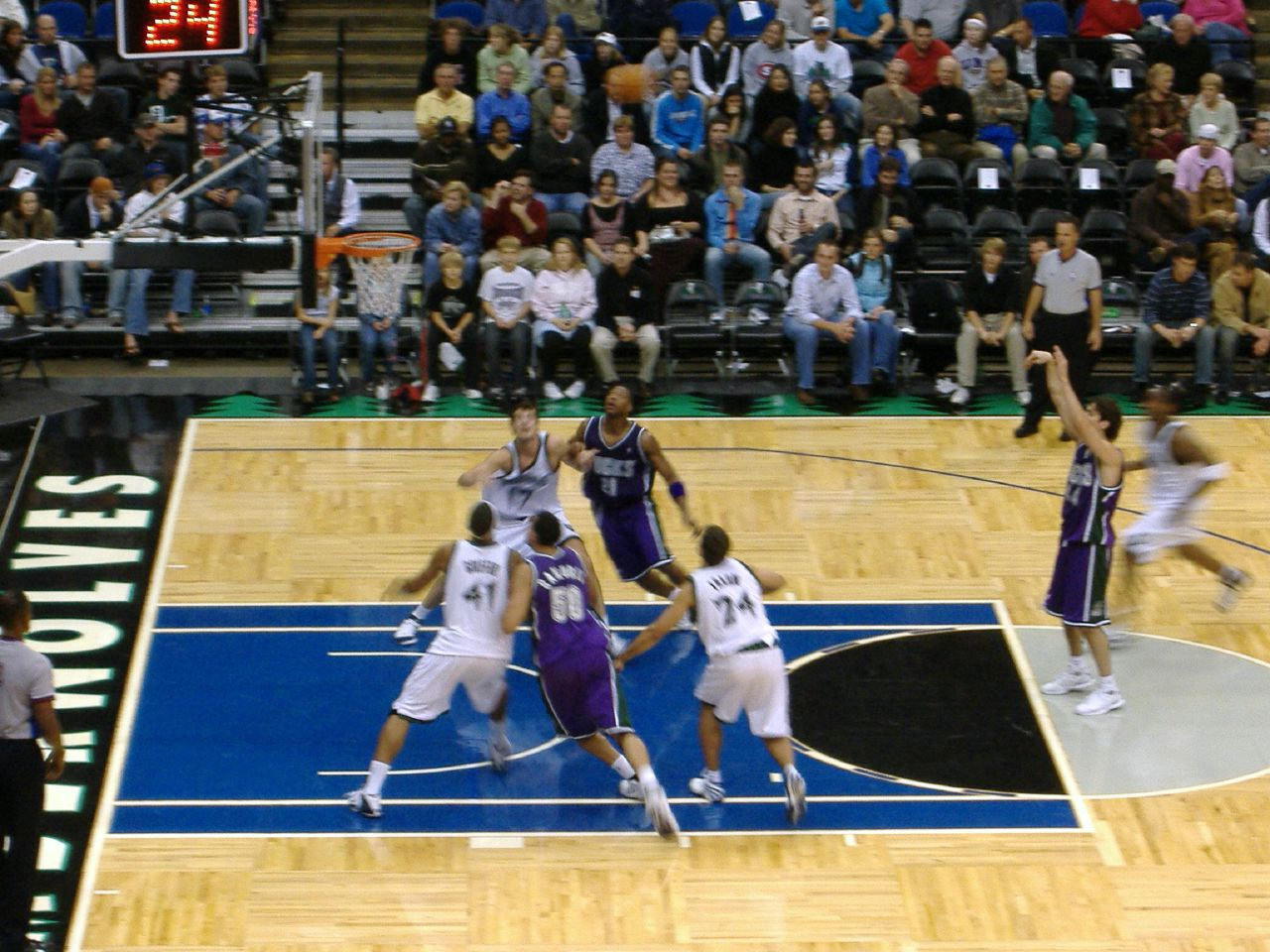
Momentka ze zápasu Milwaukee Bucks s Minnesota Timberwolves, 2005

Milwaukee Bucks („Jeleni“ z Milwaukee) je basketbalový tým hrající severoamerickou ligu National Basketball Association. Patří do Centrální divize Východní konference NBA.
Byl založen roku 1968. Majitelem byl v letech 1985 až 2014 senátor Herb Kohl.
Za svou historii dokázali Bucks třikrát vyhrát play-off své konference (v letech 1971,1974 a 2021), z toho dvakrát následně i finále celé NBA - v roce 1971 a 2021.
Kromě toho mají na kontě celkem třináct titulů za vítězství ve své divizi.
Bucks byli prvním klubem NBA, který nastoupil proti sovětským basketbalistům. V říjnu 1987 na domácí půdě v UW–Milwaukee Panther Arena v rámci takzvaného McDonald's Championship porazili sovětskou reprezentaci 127:100.
Klub je rekordmanem ve všech severoamerických profesionálních sportech, když dokázal získat titul už ve třetí sezóně po vstupu do ligy.

## Statistika týmu v NBA
| Sezóna          | Výhry | Prohry | %     | Účast v play-off                                     | Výsledky v play-off                                                     |
| --------------- | ----- | ------ | ----- | ---------------------------------------------------- | ----------------------------------------------------------------------- |
| Milwaukee Bucks |       |        |       |                                                      |                                                                         |
| 1968-69         | 27    | 55     | 32,9  |                                                      |                                                                         |
| 1969-70         | 56    | 26     | 68,3  | Divizní semifinále Divizní finále                    | 4:1 Philadelphia 76ers 1:4 New York Knicks                              |
| 1970-71         | 66    | 16     | 80,5  | Konferenční semifinále Konferenční finále Finále NBA | 4:1 San Francisco Warriors 4:1 Los Angeles Lakers 4:0 Baltimore Bullets |
| 1971-72         | 63    | 19     | 76,8  | Konferenční semifinále Konferenční finále            | 4:2 Golden State Warriors 2:4 Los Angeles Lakers                        |
| 1972-73         | 60    | 22     | 73,2  | Konferenční semifinále                               | 2:4 Golden State Warriors                                               |
| 1973-74         | 59    | 23     | 72,0  | Konferenční semifinále Konferenční finále Finále NBA | 4:1 Los Angeles Lakers 4:0 Chicago Bulls 3:4 Boston Celtics             |
| 1974-75         | 38    | 44     | 46,3  |                                                      |                                                                         |
| 1975-76         | 38    | 44     | 46,3  | První kolo                                           | 1:2 Detroit Pistons                                                     |
| 1976-77         | 30    | 52     | 36,6  |                                                      |                                                                         |
| 1977-78         | 44    | 38     | 53,7  | První kolo Konferenční semifinále                    | 2:0 Phoenix Suns 3:4 Denver Nuggets                                     |
| 1978-79         | 38    | 44     | 46,3  |                                                      |                                                                         |
| 1979-80         | 49    | 33     | 59,8  | Konferenční semifinále                               | 3:4 Seattle SuperSonics                                                 |
| 1980-81         | 60    | 22     | 73,2  | Konferenční semifinále                               | 3:4 Philadelphia 76ers                                                  |
| 1981-82         | 55    | 27     | 67,1  | Konferenční semifinále                               | 2:4 Philadelphia 76ers                                                  |
| 1982-83         | 51    | 31     | 62,2  | Konferenční semifinále Konferenční finále            | 4:0 Boston Celtics 1:4 Philadelphia 76ers                               |
| 1983-84         | 50    | 32     | 61,0  | První kolo Konferenční semifinále Konferenční finále | 3:2 Atlanta Hawks 4:2 New Jersey Nets 1:4 Boston Celtics                |
| 1984-85         | 59    | 23     | 72,0  | První kolo Konferenční semifinále                    | 3:1 Chicago Bulls 0:4 Philadelphia 76ers                                |
| 1985-86         | 57    | 25     | 69,5  | První kolo Konferenční semifinále Konferenční finále | 3:0 New Jersey Nets 4:3 Philadelphia 76ers 0:4 Boston Celtics           |
| 1986-87         | 50    | 32     | 61,0  | První kolo Konferenční semifinále                    | 3:2 Philadelphia 76ers 3:4 Boston Celtics                               |
| 1987-88         | 42    | 40     | 51,2  | První kolo                                           | 2:3 Atlanta Hawks                                                       |
| 1988-89         | 49    | 33     | 59,8  | První kolo Konferenční semifinále                    | 3:2 Atlanta Hawks 0:4 Detroit Pistons                                   |
| 1989-90         | 44    | 38     | 53,7  | První kolo                                           | 1:3 Chicago Bulls                                                       |
| 1990-91         | 48    | 34     | 58,5  | První kolo                                           | 0:3 Philadelphia 76ers                                                  |
| 1991-92         | 31    | 51     | 37,8  |                                                      |                                                                         |
| 1992-93         | 28    | 54     | 34,1  |                                                      |                                                                         |
| 1993-94         | 20    | 62     | 2,44  |                                                      |                                                                         |
| 1994-95         | 34    | 48     | 41,5  |                                                      |                                                                         |
| 1995-96         | 25    | 57     | 30,5  |                                                      |                                                                         |
| 1996-97         | 33    | 49     | 40,2  |                                                      |                                                                         |
| 1997-98         | 36    | 46     | 43,9  |                                                      |                                                                         |
| 1998-99         | 28    | 22     | 56,0  | První kolo                                           | 0:3 Indiana Pacers                                                      |
| 1999-2000       | 42    | 40     | 51,2  | První kolo                                           | 2:3 Indiana Pacers                                                      |
| 2000-01         | 52    | 30     | 63,4  | První kolo Konferenční semifinále Konferenční finále | 3:1 Orlando Magic 4:3 Charlotte Hornets 3:4 Philadelphia 76ers          |
| 2001-02         | 41    | 41     | 50,0  |                                                      |                                                                         |
| 2002-03         | 42    | 40     | 51,2  | První kolo                                           | 2:4 New Jersey Nets                                                     |
| 2003-04         | 41    | 41     | 50,0  | První kolo                                           | 1:4 Detroit Pistons                                                     |
| 2004-05         | 30    | 52     | 36,6  |                                                      |                                                                         |
| 2005-06         | 40    | 42     | 48,8  | První kolo                                           | 1:4 Detroit Pistons                                                     |
| 2006-07         | 28    | 54     | 34,1  |                                                      |                                                                         |
| 2007-08         | 26    | 56     | 31,7  |                                                      |                                                                         |
| 2008-09         | 34    | 48     | 41,5  |                                                      |                                                                         |
| 2009-10         | 46    | 36     | 56,1  | První kolo                                           | 3:4 Atlanta Hawks                                                       |
| 2010-11         | 35    | 47     | 42,7  |                                                      |                                                                         |
| 2011-12         | 31    | 35     | 46,,9 |                                                      |                                                                         |
| 2012-13         | 38    | 44     | 46,3  | První kolo                                           | 0:4 Miami Heat                                                          |
| 2013-14         | 15    | 67     | 18,3  |                                                      |                                                                         |
| 2014-15         | 41    | 41     | 50,0  | První kolo                                           | 2:4 Chicago Bulls                                                       |
| 2015-16         | 33    | 49     | 40,2  |                                                      |                                                                         |
| Celkem          | 1983  | 1905   | 51,0  |                                                      |                                                                         |
| Play-off        | 106   | 122    | 46,5  | 1 vítězství                                          | 1 vítězství                                                             |

## Vyřazená čísla dresů
- 1 Oscar Robertson, 1970–74
- 2 Junior Bridgeman, 1975–84 a 1986–87
- 4 Sidney Moncrief, 1979–89 (All-NBA Team 1983)
- 10 Bob Dandridge, 1969–1977 a 1981
- 14 Jon McGlocklin, 1968–76
- 16 Bob Lanier, 1980–84
- 32 Brian Winters, 1975–83
- 33 Kareem Abdul-Jabbar, 1969–75 (nejlepší střelec NBA 1971-72)